# Evinacumab
Evinacumab  ist ein Arzneistoff aus der Gruppe der Lipidsenker. Er wurde 2021 in den USA als Evkeeza zugelassen zur Behandlung der homozygoten familiären Hypercholesterinämie (HoFH). Dies ist eine selten vorkommende, vererbbare Fettstoffwechselstörung, die durch stark erhöhte LDL-Cholesterolspiegel gekennzeichnet ist.
Entwickelt wurde Evinacumab von Regeneron Pharmaceuticals.

## Eigenschaften
Evinacumab ist ein vollständig humanisierter monoklonaler Antikörper. Das Immunglobulin G vom Isotyp 4 (IgG4) besteht aus zwei schweren γ-Ketten und zwei leichten κ-Ketten, die durch mehrere Disulfidbindungen stabilisiert sind. Die schwere Kette enthält 453, die leichte 214 Aminosäuren. Evinacumab wird rekombinant in Ovarialzellen des chinesischen Hamsters (CHO-Zellen) hergestellt und ist glykosiliert.

## Wirkungsmechanismus
Evinacumab bindet an das Angiopoetin-ähnliche Protein 3 (ANGPTL3), das überwiegend in der Leber exprimiert wird, und hemmt dessen Funktion. ANGPTL3 spielt eine Rolle im Lipidstoffwechsel, indem es die Lipoproteinlipase (LPL) und die Endothellipase (EL) hemmt. Die Hemmung von ANGPTL3 bewirkt eine Erhöhung der LPL, wodurch das LDL-Cholesterol unabhängig von den LDL-Rezeptoren abgebaut wird. Darin unterscheidet es sich von den meisten anderen Lipidsenkern, die fast alle ihre Wirkung über den LDL-Rezeptor entfalten. Auch HDL-Cholesterol und Triglyceride werden gesenkt.
Die Gabe erfolgt intravenös als Infusion.

## Nebenwirkungen und Anwendungsbeschränkungen
Häufigste in den klinischen Studien beobachtete Nebenwirkungen waren Entzündungen der Nasen- und Rachen-Schleimhaut (Nasopharyngitis), grippeähnliche Symptome, Schwindel, laufende Nase (Rhinorrhoe) und Übelkeit. Vereinzelt traten schwere Überempfindlichkeitsreaktionen auf. In Tierversuchen zeigte Evinacumab fetotoxische Wirkungen.

## Studien
Die Zulassung beruht auf einer multizentrischen, randomisierten, doppelblinden, placebokontrollierten Phase-3-Studie mit 65 HoFH-Patienten (ELIPSE-HoFH, NCT03399786). Der primäre Endpunkt war die prozentuale Veränderung von LDL-Cholesterol vom Ausgangswert nach 24 Wochen. Die Senkung innerhalb dieses Zeitraums betrug durchschnittlich 47 %.